# Bufotes
Bufotes, im deutschsprachigen Raum auch Wechselkröten oder Grüne Kröten genannt, ist eine Gattung der Kröten. Die taxonomische Historie dieser Gattung war lange Zeit konfus und die in vielen verschiedenen Faunenwerken verwendeten Namen häufig irreführend (z. B. Pseudepidalea, Rana).
M. Stöck et al. (2001) unternahmen die ersten Schritte, um Klarheit zu schaffen. Sie überarbeiteten die Nomenklatur der asiatischen Taxa dieser Artengruppe anhand der Karyotypen, der Bioakustik sowie der Verbreitung und entwickelten einen vorläufigen Identifikationsschlüssel. Diese Arbeiten wurden 2006/2008 nochmals erweitert und verfeinert. Endgültige Klarheit brachten die umfangreichen, internationalen Forschungsarbeiten mittels DNA-Barcoding und RAD-Sequenzierung von C. Dufresnes et al. (2019). Demnach charakterisieren derzeit 15 Species die Gattung Bufotes, die sowohl in Europa als auch in den angrenzenden Regionen Nordwestafrikas und Vorder- wie Zentralasiens leben. Insbesondere über die asiatischen Vertreter ist noch vieles unbekannt. Ungewöhnlich unter Amphibien ist die Tatsache, dass die meisten Bufotes-Arten nicht auf Süßwasservorkommen beschränkt sind, sondern auch in salzhaltigen Gewässern ablaichen können.

## Verbreitung und Taxa
Derzeit werden in Europa und im Mittelmeerraum vier Spezies innerhalb der Gattung unterschieden:

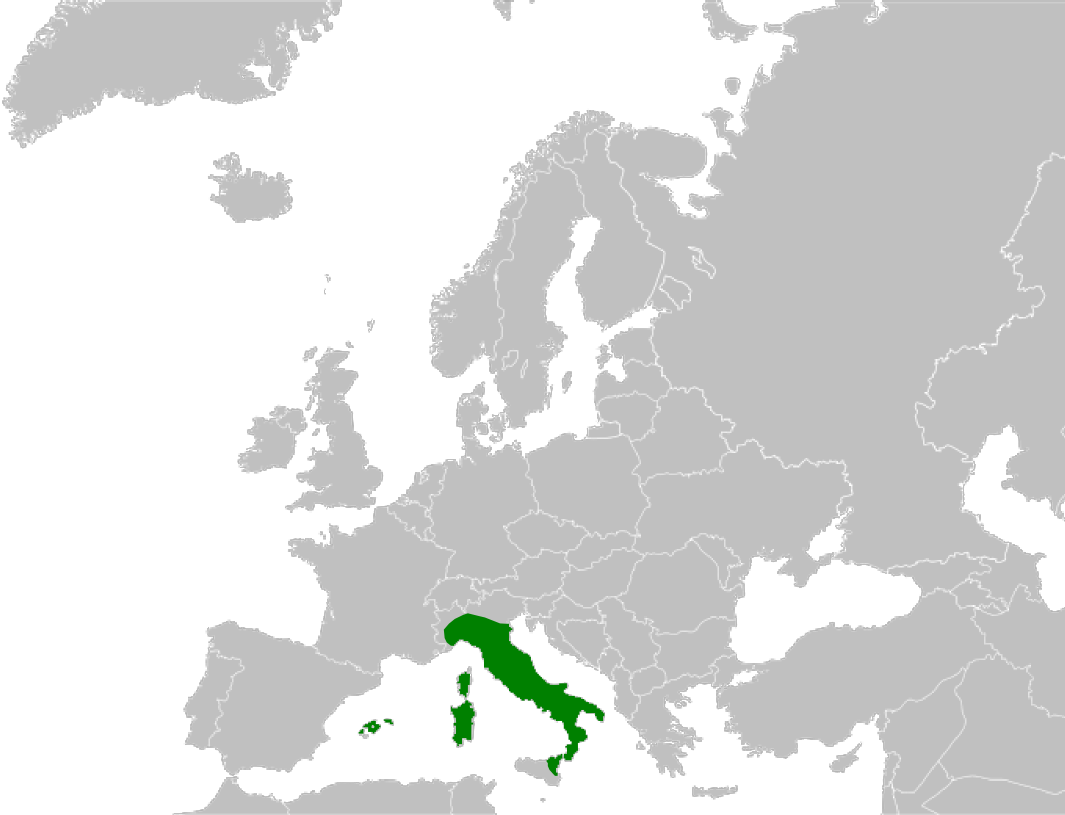
Verbreitungskarte B. balearicus (Stand: 2010)

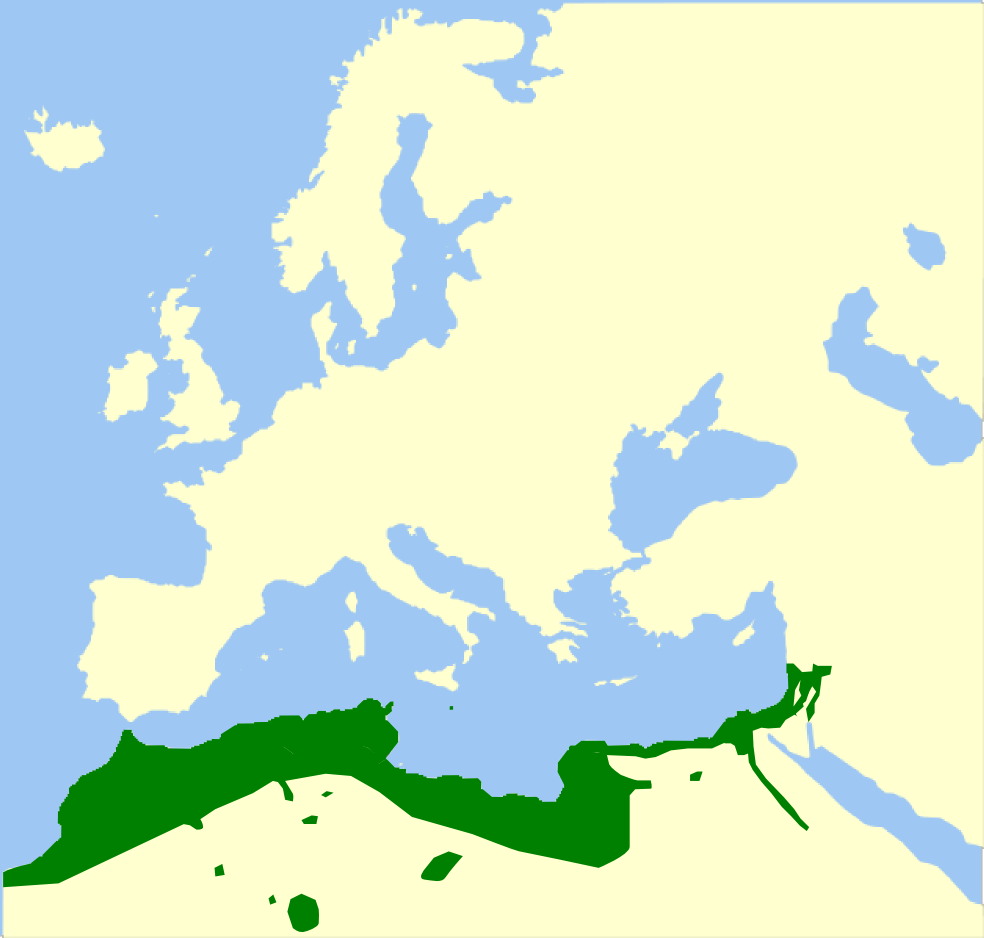
Verbreitungskarte B. boulengeri (Stand: 2010)

- Bufotes viridis (Laurenti, 1768), die Nominatform findet sich vom Saarland und dem Rheinland im Westen[6] bis nach Westrussland und der Ukraine im Osten; im Süden in Nordostitalien sowie in der Türkei südwestlich des Schwarzen Meeres. Auch in Griechenland lebt B. viridis auf dem gesamten Festland, dem Peloponnes, den Inseln Euböa und Kreta sowie auf den Ionischen Inseln.[7] Das in der IUCN-Verbreitungskarte (2008) vermerkte isolierte Vorkommen in Kasachstan, südöstlich der Hauptstadt Astana, ist nicht mehr zutreffend. Bezogen auf die Ergebnisse von Dufresnes et al. (2019) lebt dort nicht die Nominatform Bufotes viridis sondern Bufotes sitibundus.[4] Das Gebiet befindet sich in einer großräumigen Steppenlandschaft mit kontinental geprägten Klimaverhältnissen.

- Bufotes balearicus (Böttger, 1880) Balearen-Wechselkröte, besiedelt Italien, Sardinien, Korsika sowie die Balearen. Insbesondere die Amphibienfauna der Balearen wurde durch menschliche Aktivitäten stark verändert. Wechselkröten wurden vermutlich dort in der Bronzezeit aus mythologischen Gründen durch den Menschen eingeführt.[8] 2019 gab es Wiederansiedlungsversuche auf Ibiza. Die IUCN listet die Art als rückläufig, aber noch nicht gefährdet.[9]

- Bufotes boulengeri (Lataste, 1879) Nordafrikanische Wechselkröte, erstmals 1879 beschrieben in der Provinz Oran, Algerien.[10] Neben Algerien findet sich B. boulengeri in Marokko, Tunesien sowie auf Sizilien, Favignana, Ustica und Lampedusa.[11] Interessanterweise verläuft bei manchen Exemplaren eine schmale Linie über die Rückenmitte – eigentlich ein Merkmal der Kreuzkröte.

- Bufotes cypriensis sp. nov. Litvinchuk, Mazepa, Jablonski & Dufresnes, 2019, Zyprische Wechselkröte, lebt nur auf Zypern (Endemit), meist an der Küste. Erdgeschichtlich besaß Zypern einst enge geografische Beziehungen zu Syrien und Palästina. Durch Plattentektonik (Anatolische Platte) kam es im späten Pliozän bzw. zu Beginn des Pleistozäns zur Ablösung von Vorderasien.[12] Umweltbedingte Einflüsse (Klima, Ernährung, Isolation) über lange Zeiträume hinweg, förderten den Prozess zur Entstehung dieser endemischen Art mit nachweislich eigenen genetischen Merkmalen. Somit gilt B. cypriensis seit 2019  als neue, taxonomisch anerkannte Art.[13][14]

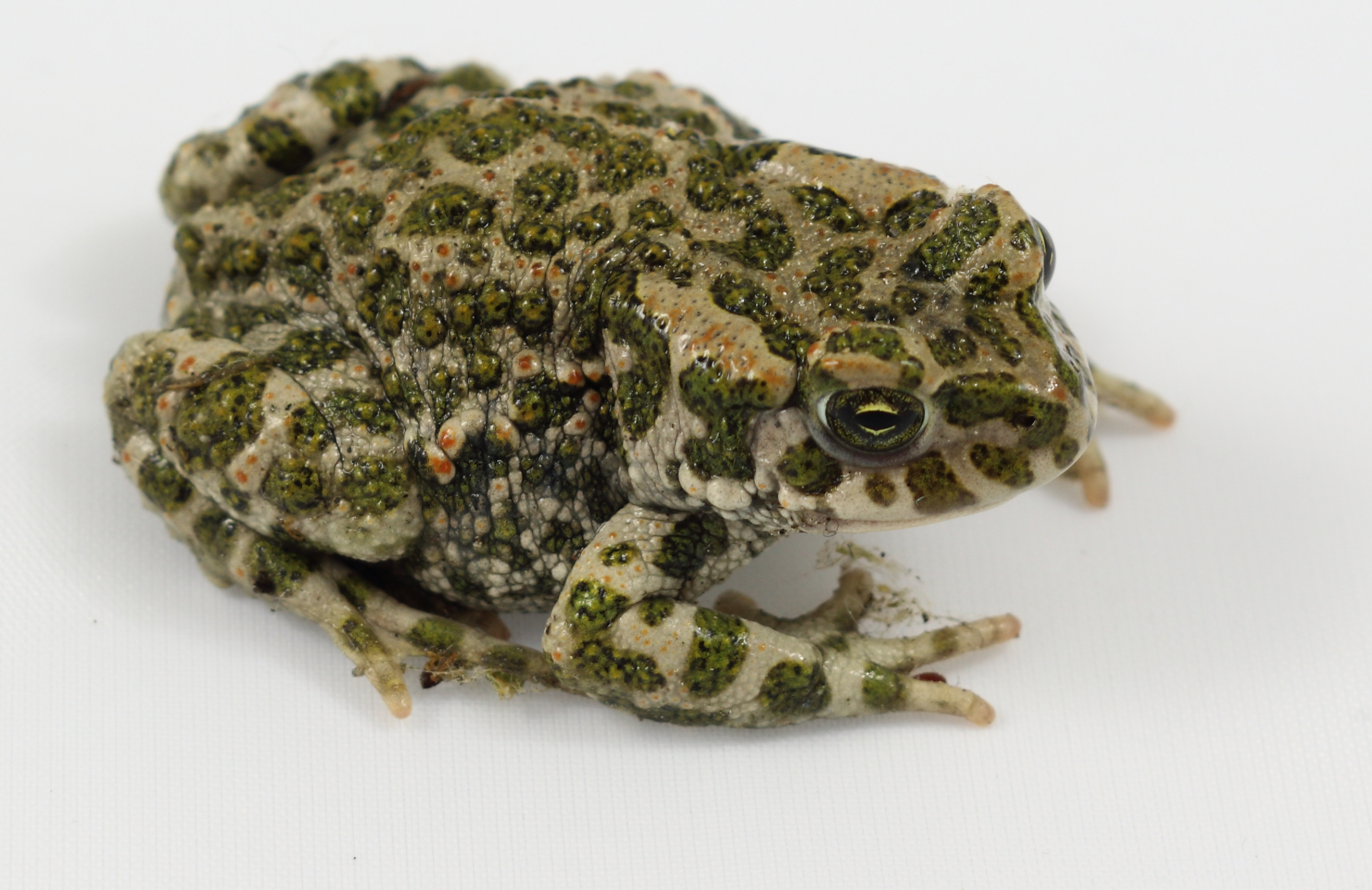
Bufotes viridis (Laurenti, 1768), Exemplar aus Südwestdeutschland
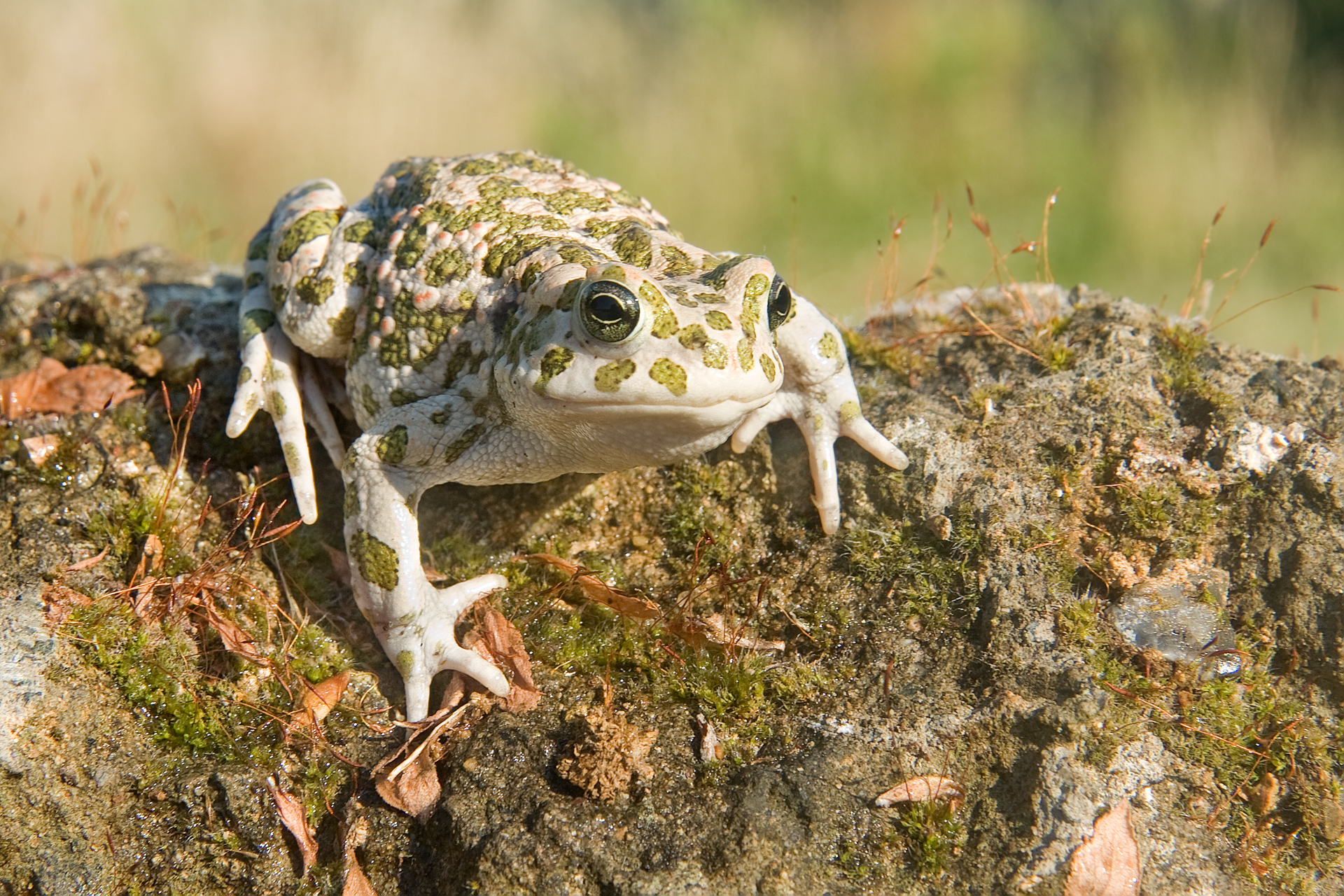
Bufotes balearicus (Böttger, 1880), hell pigmentiertes Weibchen aus der Toskana, Italien
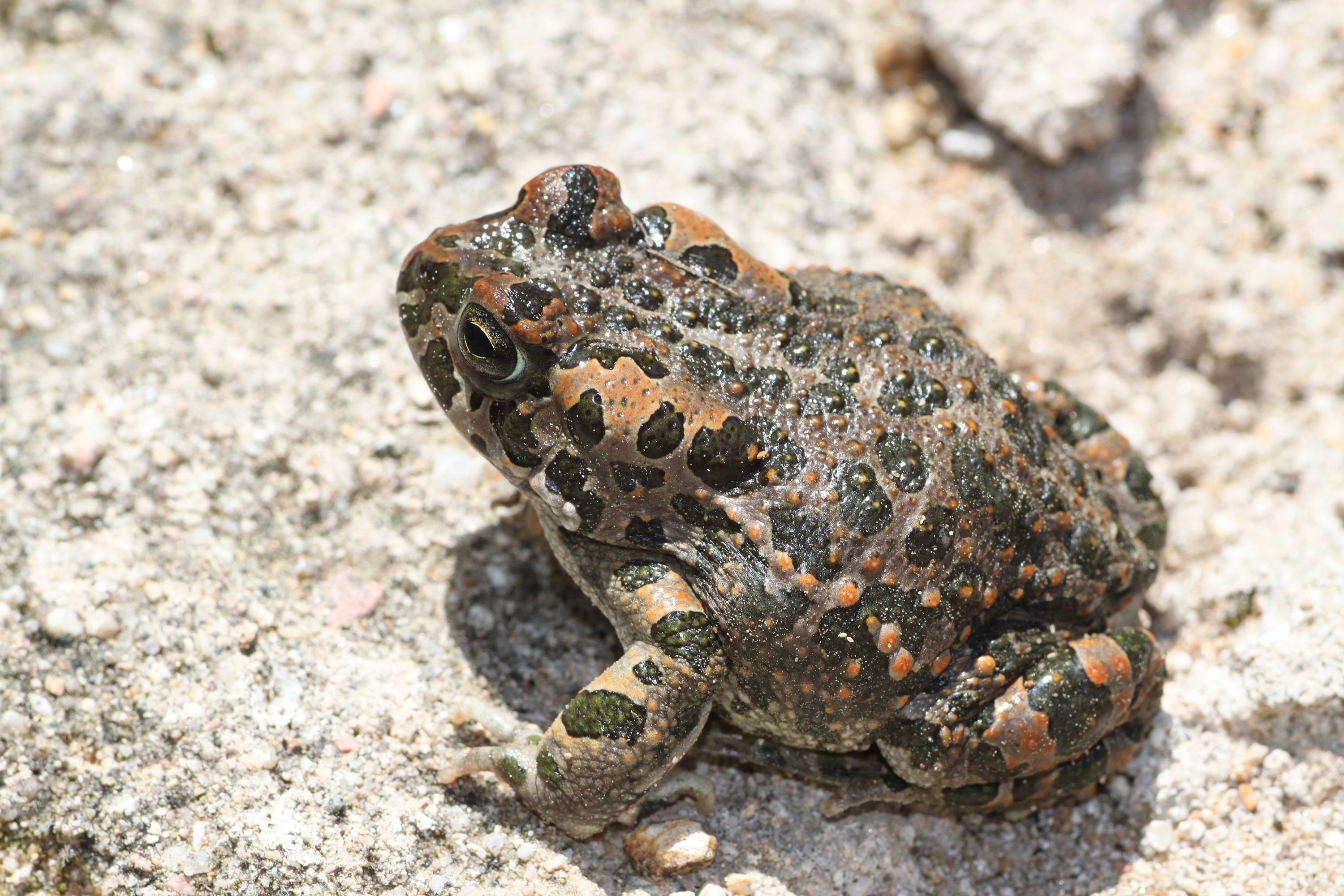
Bufotes balearicus (Böttger, 1880), aus der Umgebung von Arbatax, Sardinien
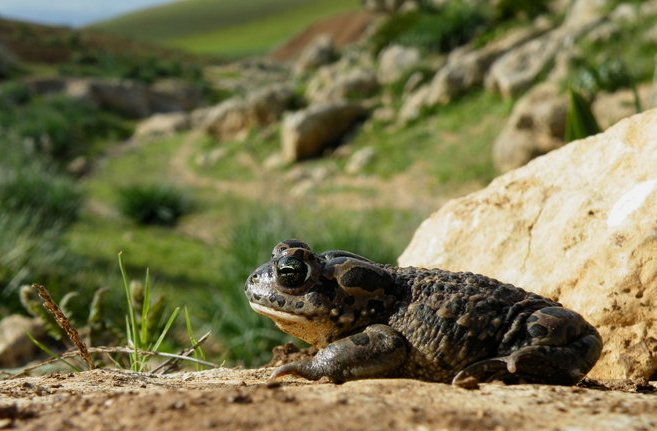
Bufotes boulengeri (Lataste, 1879) Nordafrikanische Wechselkröte, Fundort Marokko
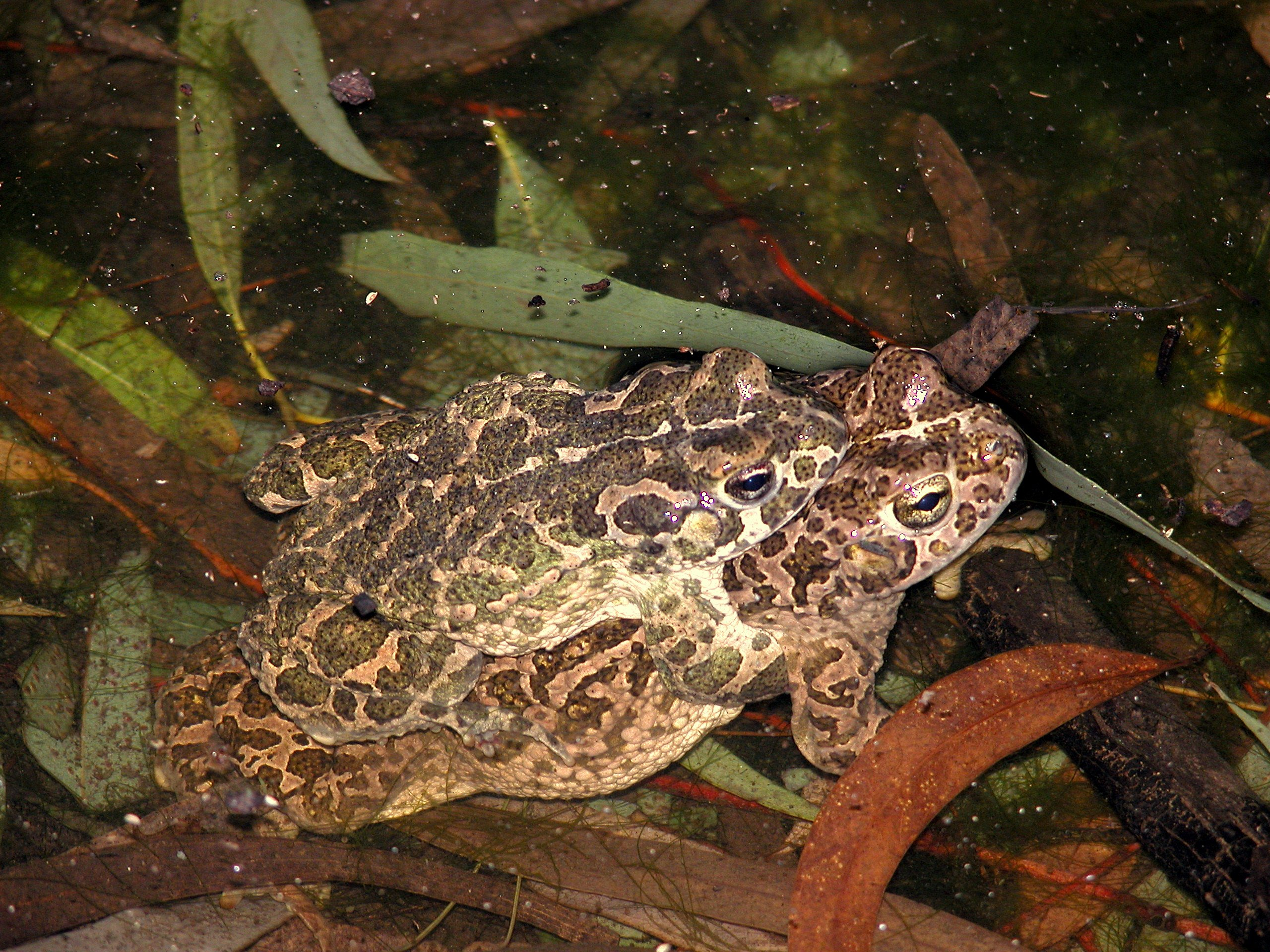
Bufotes siculus, Sizilianische Wechselkröte, seit 2018 Bufotes boulengeri siculus
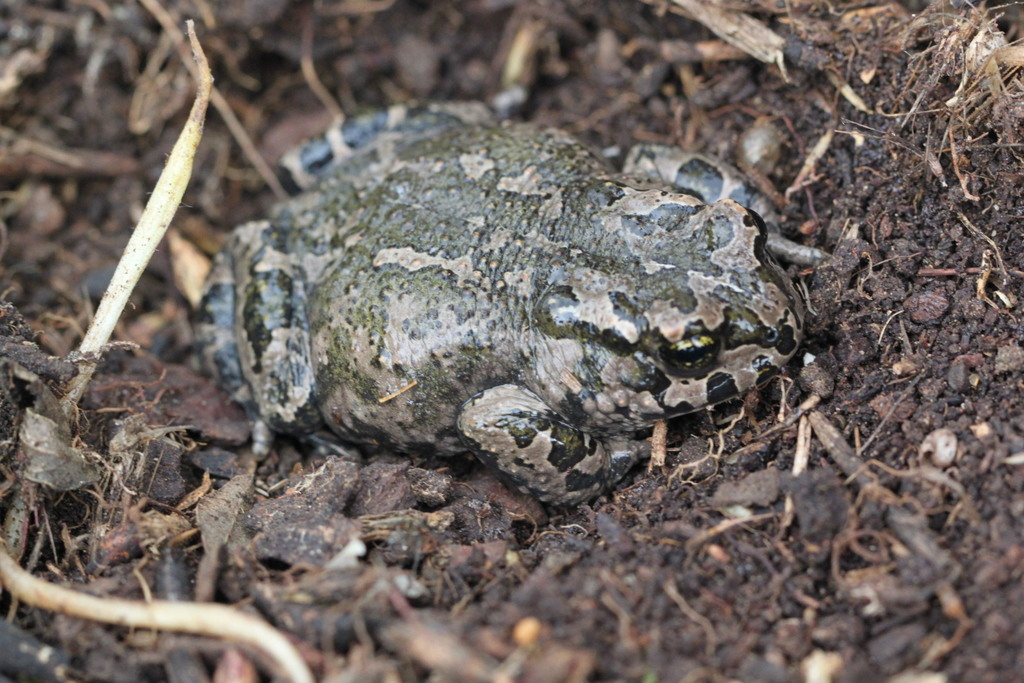
Bufotes cypriensis sp. nov. Litvinchuk, Mazepa, Jablonski & Dufresnes, 2019, aus der Gegend von Akrotiri

Die Variable Wechselkröte (Bufotes variabilis) und die Sizilianische Wechselkröte (Bufotes siculus) gelten seit 2018/19 nicht mehr als eigenständige Arten, sondern als Synonym für Bufotes viridis und als Unterart Bufotes boulengeri siculus. Umfangreiche Untersuchungen im gesamten westlichen Mittelmeerraum und Nordafrika zeigten enge genetische Verwandtschaftsbeziehungen zwischen sizilianischen (Bufo siculus) und afrikanischen Wechselkröten (B. boulengeri) auf mitochondrialer DNA-Ebene. Dies ist ein weiterer Beleg für die einst existente Landbrücke zwischen Nordafrika und Sizilien, in einer geologischen Periode von vor ca. 5 Millionen Jahren, in der das Mittelmeer vom Atlantik isoliert war, was zu einem starken Rückgang des Mittelmeerspiegels und zur Bildung von Landbrücken zwischen Afrika und Europa führte. Über diese Brücken fand ein intensiver Austausch der Tier- und Pflanzenwelt statt – auch der Amphibien.

### Blick nach Vorder- und Mittelasien

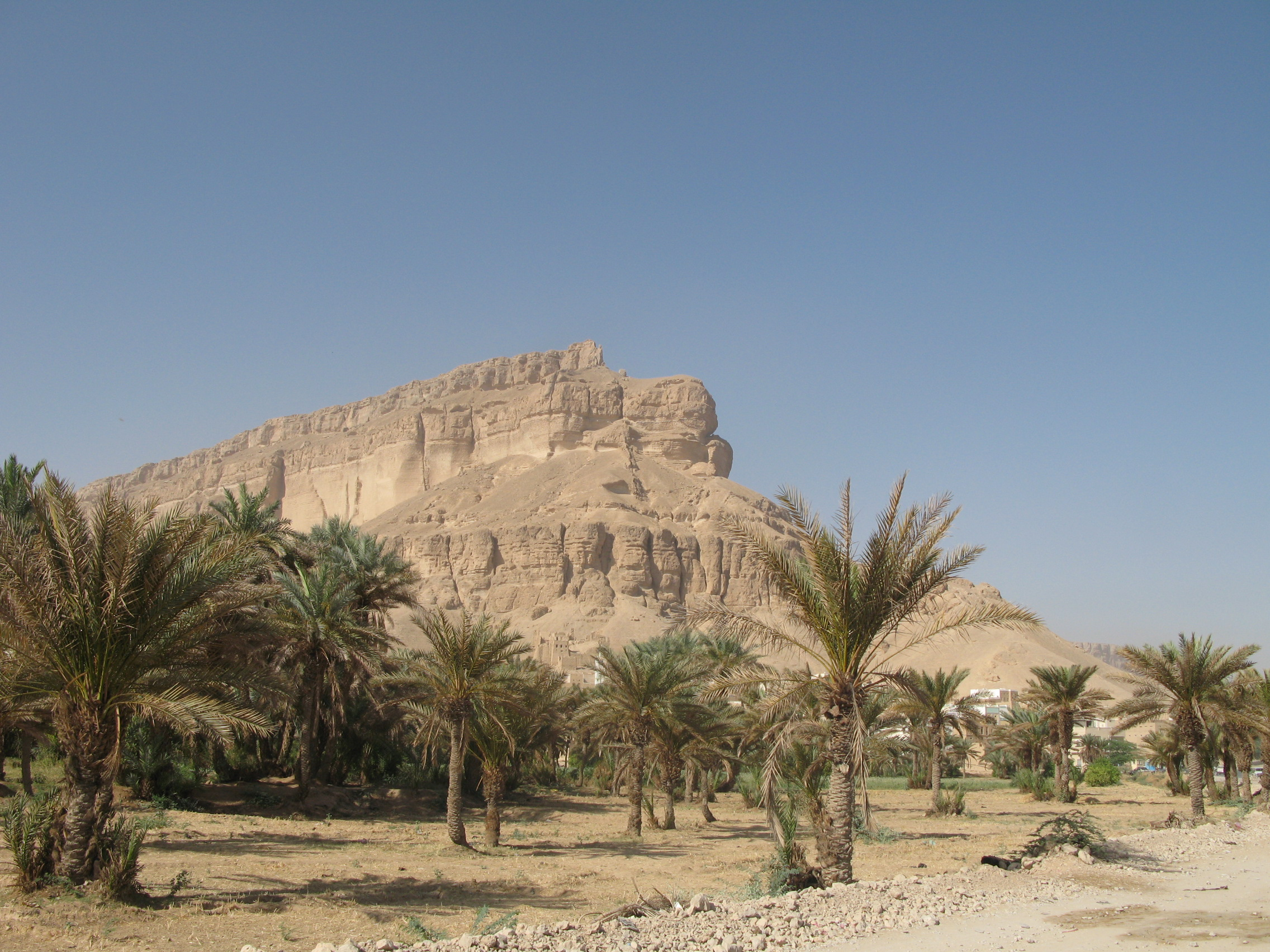
B. sitibundus-Reliktpopulation im Wadi Hadramaut Flusstal, Jemen

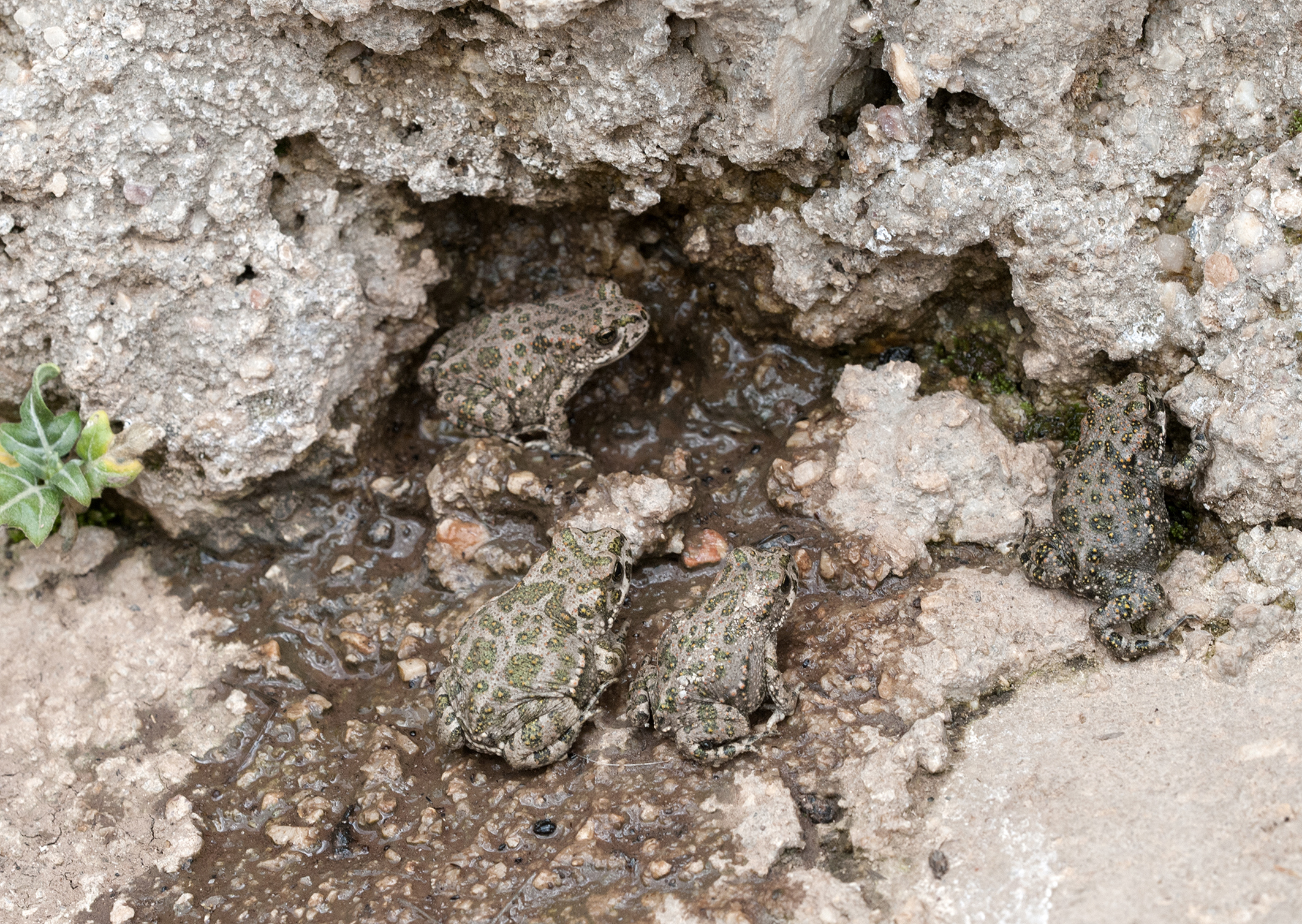
Juvenile Bufotes sitibundus, Çamardı - Niğde, Türkei

Wie bereits oben erwähnt, ist die Eurasische Steppe die ursprüngliche Heimat der Wechselkröten. Von daher sind genetische Untersuchungen und Vergleiche mit den heute dort verbreiteten Bufoniden besonders spannend. Zoogeografisch interessant ist ein gemeldetes Vorkommen für das international geschützte Biosphärenreservat Aammiq-Aue, südöstlich von Beirut im Libanon. Nach Dufresnes et al. (2019) lebt dort die Art Bufotes sitibundus (Pallas, 1771), die erstmals für die russischen Steppen am Yaik (Ural) beschrieben wurde. Der taxonomische Status dieser auch in Israel, Jordanien und Sinai (Ägypten) nachgewiesenen Art sowie einer isolierten Reliktpopulation im südlichen Hadramaut der Republik Jemen, ist international noch nicht abgestimmt. In der älteren Literatur werden diese Tiere als Bufo viridis ssp. arabicus (Mertens, 1971) angesprochen. Christophe Dufresnes und seine Mitarbeiter gehen aufgrund ihrer Untersuchungsergebnisse mittels DNA-Barcoding davon aus, dass B. sitibundus bis in die Halbwüsten des Irans verbreitet ist. Taxonomisch anerkannt dagegen sind Bufotes luristanicus und  die gehörlose, hellhäutige Bufotes surdus, die beide ebenfalls im Iran vorkommen.
In den ausgedehnten Steppengebieten Zentralasiens (Kasachstan, Kaschgar, Usbekistan und Tadschikistan) lebt die tetraploide Art Bufotes pewzowi (Bedriaga, 1898). Auch sie zählt mit zum 15-köpfigen Formenkreis der Wechselkröten. Die ebenfalls tetraploide Bufotes oblongus findet sich in Mittelasien östlich der zentraliranischen Wüste (Chorasan), im Norden entlang der Kopet-Dagh-Kette sowie im Grenzgebiet von Turkmenistan um die Hauptstadt Aşgabat. Laut IUCN-Karte erreicht die Verbreitung auch die Provinz Herat im Westen Afghanistans.
Das Verbreitungsgebiet von Bufotes latastii dagegen ist auf Nordpakistan, das Kaschmir-Tal und das westliche Ladakh in Indien beschränkt. Die Kröte wurde dort in Höhen von 780 bis 3200 m über dem Meeresspiegel nachgewiesen. Die Verbreitung von B. latastii im westlichen Himalaya ist wohl endemisch.

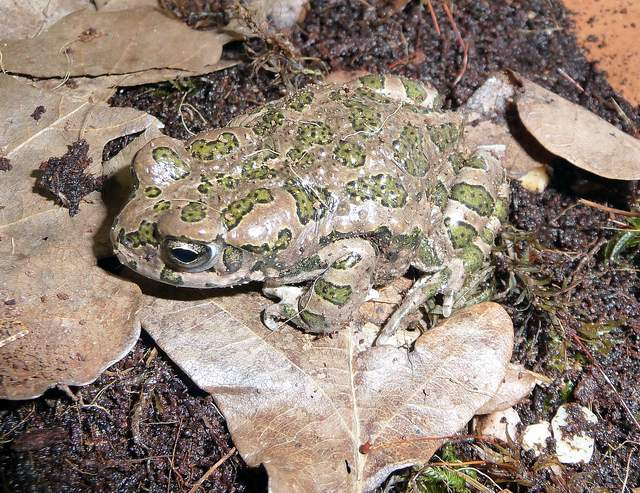
Bufotes pewzowi (Bedriaga, 1898), Steppengebiete Zentralasiens, tetraploid

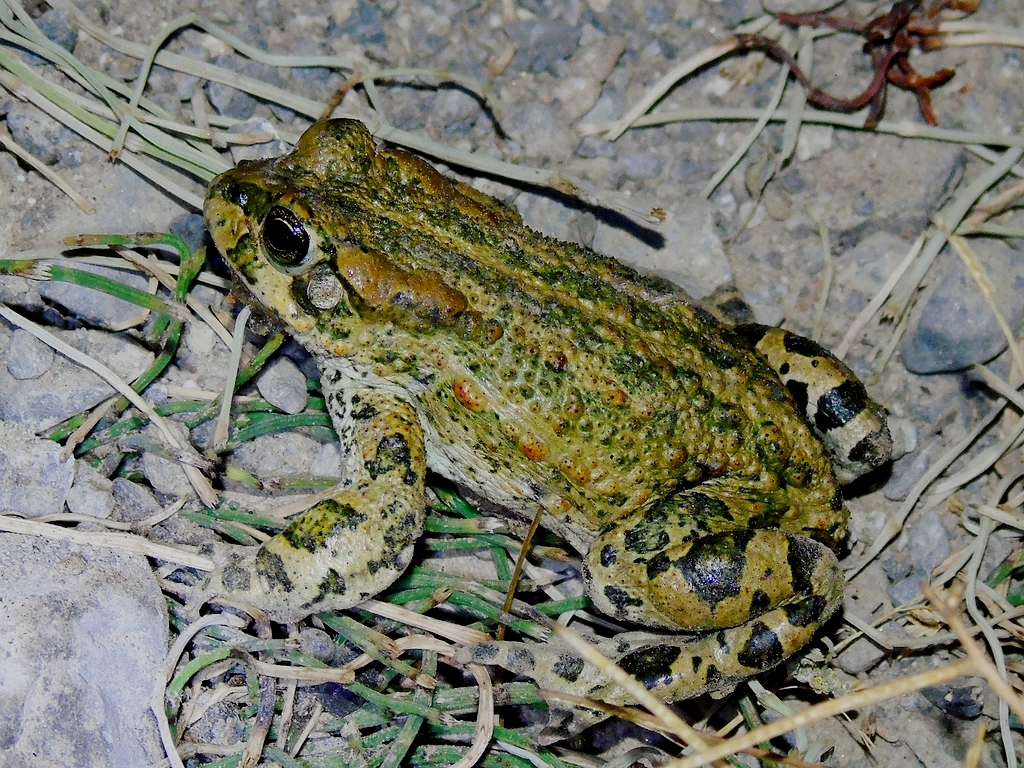
Bufotes latastii (Boulenger, 1882), Verbreitung: Indien, Pakistan; diploid

### Molekularbiologie reformiert die Taxonomie

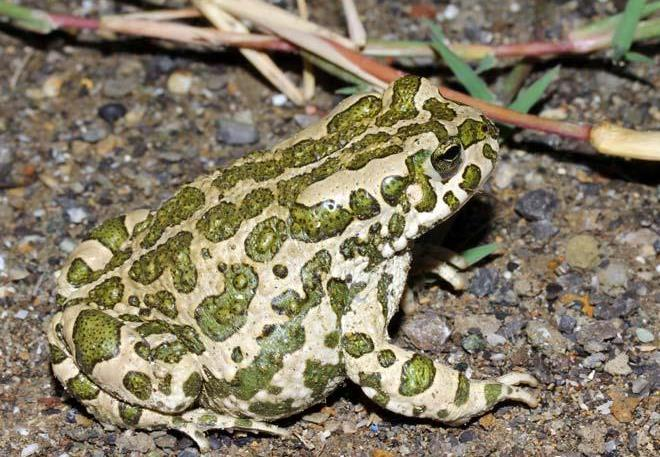
Bufotes oblongus (Nikolski, 1896), tetraploid

Nach kontroverser Diskussion hinsichtlich der alternativen Gattungsbezeichnung Pseudepidalea, wurde inzwischen der Gattungsname Bufotes eingeführt. Doch ist die Stellung dieser Gattung wohl weiter umstritten, u. a. aufgrund der Beobachtungen, dass Wechselkröten mit Kreuzkröten (seltener auch mit Erdkröten) erfolgreich bastardieren, was bei Vertretern unterschiedlicher Gattungen nicht der Fall sein sollte. Kreuzungen zwischen Wechsel- und Erdkröte wurden mehrfach in Deutschland, Tschechien, Italien und Österreich dokumentiert. Sie treten typischerweise unter umweltbedingten Umständen auf, wenn z. B. beide Elternarten aufgrund des Artenrückgangs nur noch über kleine, isolierte Populationen verfügen, was ihre Chance begrenzt, einen Sexualpartner ihrer eigenen Art zu finden. Meist sind es die weiblichen Exemplare, die in der Unterzahl sind. Hybridisierungen sind aber natürliche Vorgänge und können für Artbildungsprozesse eine wichtige Rolle spielen. Sie sind auch Ausgangspunkt für besondere Anpassungen oder Merkmalsausprägungen (z. B. Bufotes surdus).
Bei der Kreuzung zweier Arten entstehen normalerweise sterile Nachkommen, da bei den Arthybriden in der Regel die Chromosomenpaarung gestört ist und die Meiose nicht korrekt ablaufen kann. Wie aber bei den Wasserfröschen (Pelophylax esculentus-Komplex) inzwischen nachgewiesen, sind sämtliche mitteleuropäische Wasserfroscharten miteinander kreuzbar. Das bedeutet, dass sie dennoch fertile Nachkommen hervorbringen. Dies wird darauf zurückgeführt, dass es sich durchweg um eine evolutionär relativ junge Artengruppe handelt.
Auch die aktuell junge Gattung Bufotes ist ein weiterer Beleg für die genetische Variabilität innerhalb der Herpetofauna, in der es in der letzten Dekade zahlreiche taxonomische Veränderungen aufgrund neuer genetischer Erkenntnisse gegeben hat (vgl. Lissotriton, Ichthyosaura, Epidalea, Pelophylax). Hinsichtlich der Gattung Bufotes zeigt sich die bis dato unbekannte genetische Vielfalt anhand der untersuchten Arten, die insgesamt drei Ploidiestufen repräsentieren.
Es werden 12 Arten zur Gattung Bufotes gezählt:
- Bufotes baturae (Stöck, Schmid, Steinlein & Grosse, 1999)
- Bufotes boulengeri (Lataste, 1879) – Nordafrikanische Wechselkröte
- Bufotes cypriensis sp. nov. Litvinchuk, Mazepa, Jablonski & Dufresnes, 2019(1) – Zyprische Wechselkröte
- Bufotes latastii (Boulenger, 1882) – Ladakh-Kröte
- Bufotes luristanicus (Schmidt, 1952) – Lorestan-Kröte[32]
- Bufotes oblongus (Nikolskii, 1896)
- Bufotes pewzowi (Bedriaga, 1898) – Xinjiang-Kröte
- Bufotes pseudoraddei (Mertens, 1971)
- Bufotes surdus (Boulenger, 1891)
- Bufotes turanensis (Hemmer, Schmidtler & Böhme, 1978)
- Bufotes viridis (Laurenti, 1768) – Wechselkröte (Nominotypisches Taxon)
- Bufotes zugmayeri (Eiselt & Schmidtler, 1973)

Die früher oft als eigene Arten angesehenen Bufotes balearicus, Bufotes perrini und Bufotes sitibundus werden als Unterarten der Wechselkröte Bufo viridis angesehen:
- Bufotes viridis balearicus (Boettger, 1880) – Balearen-Wechselkröte
- Bufotes viridis perrini sp. nov. Mazepa, Litvinchuk, Jablonski & Dufresnes, 2019
- Bufotes viridis sitibundus (Pallas, 1771) – Kleinasiatische Wechselkröte

Die erlangten Forschungsergebnisse beruhen auf mehrjähriger internationaler Zusammenarbeit zahlreicher Wissenschaftler, die sich mit der Biologie von Wechselkröten im euroasiatischen Raum beschäftigen. Zu den Ergebnissen zählt auch eine aktualisierte Karte zur Verbreitung der damals 15 Arten sowie ein Kladogramm. Demnach existieren derzeit 10 diploide, eine triploide sowie vier tetraploide Bufotes-Arten. Erwähnenswert ist hier die triploide Batura-Kröte (Bufotes baturae). In der Regel führt Triploidie im Tierreich zu Unfruchtbarkeit, oft auch zum frühen Tod. Das ist hier nicht der Fall.
Für die Gattung Bufotes liegen nach dem DNA-Barcoding in BOLD derzeit (Stand: Juli, 2022) 63 veröffentlichte Belegexemplare aus 14 Ländern vor.